# Huntiof de Nordmøre
Huntiof Øysteinson también Huntiof de Nordmøre (m. 864) fue un caudillo vikingo, rey de Nordmøre y encarnizado defensor de sus tierras frente a las embestidas de Harald I de Noruega hacia el sur, en sus intentos de conquista para reunificar Noruega. Junto a su hijo Solve Klove y su suegro, Nokkve de Romsdal, organizó un ejército con intención de frenar las ambiciones reales hacia el sur de Trøndelag. Tras la primera batalla de Solskjell ambos caudillos murieron, y sus reinos fueron subyugados por el rey Harald.